# Toggo
Toggo (eigene Schreibweise: TOGGO) ist ein seit 2001 ausgestrahltes Kinderprogramm von Super RTL für Sechs- bis Dreizehnjährige. Dabei handelt es sich beim Namen Toggo um einen Fantasiebegriff. Im Juni 2020 begann zusätzlich die Ausstrahlung des Radioprogramms Toggo Radio.

## Toggolino
Das Kinderprogramm Toggolino wird als Ableger von Toggo frühmorgens ausgestrahlt. Es richtet sich an Kinder im Vorschulalter (3 bis 6 Jahre). Das Programm besteht aus neuen und alten Serien.

## Sendezeiten
Toggolino strahlt das Programm für Vorschulkinder wochentags zwischen 5:30 Uhr und 12:00 Uhr sowie am Wochenende, an Feiertagen und wochentags in den Ferien bis 8:30 Uhr bzw. 12:00 Uhr aus. Im Anschluss sendet Toggo sein Programm für 6- bis 13-Jährige bis 20:15 Uhr.
Zudem gibt es mit Toggolino plus einen Timeshift-Ableger des Programmfensters Toggolino auf eigenen Sendeplätzen.

## Programm

### Eigenproduktionen
- Woozle Goozle
- Woozle – Die Serie
- Neue Geschichten vom Pumuckl
- Uferpark – Gute Zeiten, wilde Zeiten

### Fremdproduktionen
- Agent 203
- Alvinnn!!! und die Chipmunks
- Angelo!
- Barbie
- Bo, Flo & Co. – Familie und so
- Bugs Bunny & Looney Tunes
- Caillou
- CoComelon
- Die Casagrandes
- Die Nektons – Abenteurer der Tiefe
- Die neue Looney Tunes Show
- Die Thundermans
- Die Tom und Jerry Show
- Dragons – Die 9 Welten
- Drangons – Die jungen Drachenreiter
- Dragons – Die Wächter von Berk
- DreamWorks Dragons
- Fünf Freunde für alle Fälle
- Geolino TV
- Go Wild! Mission Wildnis
- Grizzy und die Lemminge
- Inspector Gadget
- Jade Armor
- Karate Schaf
- Milo
- Molly of Denali
- Monster High
- Ninjago
- Ninjago: Aufstieg der Drachen
- PAW Patrol - Helfer auf vier Pfoten
- Peppa Pig
- Pokémon
- Rubble & Crew
- Scooby-Doo
- Scooby-Doo und wer bist Du?
- Spirit: wild und frei
- SpongeBob Schwammkopf
- Tom und Jerry
- Voll zu spät!
- Weihnachtsmann & Co. KG (nur an Weihnachten)
- Willkommen bei den Louds
- Woozle Goozle
- Zak Storm
- Zig & Sharko – Meerjungfrauen frisst man nicht!

## Internet- und Freizeitangebot

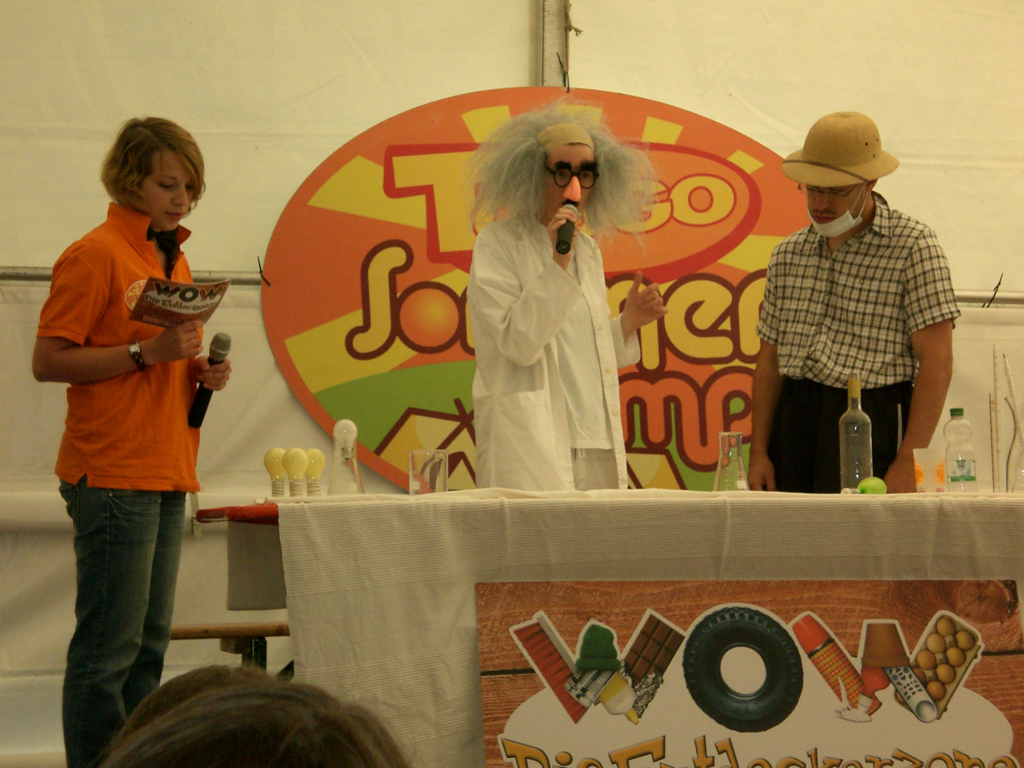
Toggo Sommercamp 2009: Thementag WOW – Die Entdeckerzone

### Website und App
Toggo bietet die Website toggo.de sowie Mobile Apps für Mobiltelefone und für Smart-TVs an. Über diese Angebote können viele Videos aus dem Programm von Toggo als Video-on-Demand angesehen sowie Spiele gespielt werden. Das Angebot ist kostenlos und werbefinanziert.

### Freizeitangebote
- Toggo Tour (Tour durch zehn deutsche Städte);
- Toggo SpaßTag (Spaßtag mit vielen Aktivitäten in vier Freizeitparks in Deutschland)
- Toggo Sommercamp 2007–2013 (zwischen drei und sieben Camps mit vielen Freizeitaktivitäten in Deutschland)

### Musik
Von 2002 bis 2022 wurde die Sampler-Reihe Toggo (ab CD 9 Toggo Music) veröffentlicht.

## Logos
Das Logo des Programmfensters wurde zwischen 2001 und 2004 zusammen mit dem regulären Super-RTL-Logo eingeblendet. Bis 2008 war es unten rechts, von 2008 bis 2014 oben rechts. Anders als das Super-RTL-Logo unterlag das Toggo-Logo im Jahr 2008 nur kleiner Modifikationen.
Am 5. Januar 2014 erhielt Toggo ein neues Logo. Damit wolle man sich gegen die neue Konkurrenz des Disney Channels rüsten. Im Logo wurde der Super-RTL-Schriftzug integriert („Toggo von Super RTL“).
Vom 5. Juni 2019 bis 31. Januar 2021 war das Toggo-Logo leicht verändert zu sehen. Das Logo war nun Dunkelorange und der Farbverlauf wurde entfernt. Der Text „von Super RTL“ unter dem Logo wurde entfernt und der Schriftzug „Super RTL“ in kleiner Schrift in der rechten oberen Ecke eingeblendet. Toggo soll nach Angaben des Senders nun vollständig von der Dachmarke Super RTL getrennt und zu einem sogenannten Content Hub, also zu einer eigenständigen Marke, ausgebaut werden. Ab dem 1. Februar 2021 war der Schriftzug „Super RTL“ mit dem Toggo-Logo oben links in der Ecke zu sehen. Seit dem 15. August 2023 entfällt dieser Schriftzug.

Historie der Senderlogos
Logo von 2001 bis zum 6. Januar 2008
Logo vom 7. Januar 2008 bis zum 4. Januar 2014
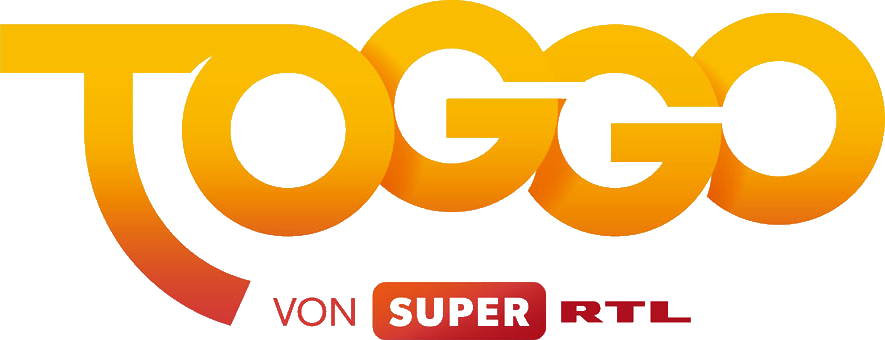
Logo vom 5. Januar 2014 bis zum 4. Juni 2019
Logo des Timeshift-Ablegers Toggo plus vom 4. Juni 2016 bis zum 4. Juni 2019
Logo seit dem 5. Juni 2019
Logo des Timeshift-Ablegers Toggo plus seit dem 5. Juni 2019

## Slogans
- 2001–2003: Toggo – Heißt so. Ist so.
- von 2003 bis 6. Januar 2008: Toggo – deine Welt von Super RTL.
- vom 7. Januar 2008 bis 28. Februar 2013: Toggo – weil’s Spaß macht.
- vom 1. März 2013 bis 3. Januar 2014: Toggo von Super RTL.
- vom 4. Januar 2014 bis 12. April 2017: Voll Toggo, voll me1ns!
- seit 13. April 2017: Toggo – läuft!